# 노먼 파베루
노먼 파베루(Norman Farberow)은 미국의 심리학자, 사망학자이다. 에드윈 슈나이드먼와 함께 현대 자살학의 아버지로 불린다.

## 같이 보기
- 자살
- 사망학